# ۵۲ (عدد)
۵۲ (عدد)
۵۲(پنجاه و دو) یک عدد طبیعی است که بعد از ۵۱ و قبل از ۵۳ قرار دارد.